# Dmitri Treschev
Dmitri Valerievich Treschev (em russo:  Дмитрий Валерьевич Трещёв; Olenegorsk, Oblast de Murmansk, 25 de outubro de 1964) é um matemático soviético.
Estudou na Universidade Estatal de Moscou, onde obteve um doutorado em 1988, com a tese Geometrische Methoden der Untersuchung periodischer Orbits dynamischer Systeme, com a habilitação em 1992. É desde 2017 diretor do Instituto de Matemática Steklov em Moscou, onde pesquisa desde 2005, sendo desde 1998 professor na Universidade Estatal de Moscou.
Foi palestrante convidado do Congresso Internacional de Matemáticos em Pequim (2002: Continuous averaging in dynamical systems). 

## Livros
- V. V. Kozlov, D. V. Treshchev: Billards: A Genetic Introduction to the Dynamics of Systems with Impacts, American Mathematical Society 1991
- Treshchev: Einführung in die Störungstheorie Hamiltonscher Systeme, Moscou 1998 (em russo)